# Сивківська сільська рада
50°1′33″ пн. ш. 26°14′37″ сх. д. / 50.02583° пн. ш. 26.24361° сх. д.

Сивківська сільська́ ра́да — колишній орган місцевого самоврядування, територія якого відносилась до складу Білогірського району Хмельницької області, Україна. Центром сільради є село Сивки. Рада утворена у 1921 році. Ліквідована у 2018 році і приєднана до Білогірської селищної громади.

## Основні дані
Сільська рада розташована у західній частині Білогірського району, на захід — північний-захід від районного центру Білогір'я, на кордоні із Тернопільською областю.
Населення сільської ради становить — 657 осіб (2001). Загальна площа населених пунктів — 3,56 км², сільської ради, в цілому — 23,06 км². Середня щільність населення — 28,49 осіб/км².

### Населення
Зміна чисельності населення за даними переписів і щорічних оцінок:
| Роки      | 1986 | 2001 | 2010 | 2011 |
| --------- | ---- | ---- | ---- | ---- |
| Населення | 740  | ▼657 | ▼498 | ▼497 |

## Адміністративний поділ
Сивківській сільській раді підпорядковується 3 населених пункти, села:
- Сивки
- Міжгір'я

## Господарська діяльність
Основним видом господарської діяльності населених пунктів сільської ради є сільськогосподарське виробництво. Воно складається із ФГ «Мир», ФГ «Райз», ФГ «Вільний селянин», ВАТ Шумськ-Агро, ВАТ «Україна −2001» та індивідуальних присадибних селянських господарств. Основним видом сільськогосподарської діяльності є вирощування зернових (пшениця, ячмінь, жито, кукурудза), технічних культур та виробництво м'ясо-молочної продукції; допоміжним — вирощування овочевих культур.
На території сільради працює один магазин, загально-освітня школа I–II ст., сільський клуб, фельдшерсько-акушерський пункт (ФАП), Сивківське поштове відділення, АТС. Населенні пункти сільради газифіковано.
На території сільради діє православна церква «Преподобного Федора Князя Острозького» Української православної церкви.

## Автошляхи та залізниці
Протяжність комунальних автомобільних шляхів становить 14,0 км, з них:
- із твердим покриттям — 1,0 км;
- із ґрунтовим покриттям — 13,0 км.

Протяжність автомобільних шляхів загального користування — 28 км.
- із твердим покриттям — 28,0 км.

Найближча залізнична станція: Вільшаниця (село Вільшаниця), розташована на залізничній лінії Шепетівка-Подільська — Тернопіль.